# Jens Jensen (Musiker)
Jens Jensen (* 1964 in Hohen Neuendorf) ist ein deutscher Musiker, Komponist, Texter und Schauspieler. Er spielt Gitarre, Dobro, Mandoline und Bass.

## Biografie
Seit 1973 erhielt er Mandolinen-, Bass- und Gitarrenunterricht. Bereits drei Jahre später absolvierte er seinen ersten Bühnenauftritt.
Jens Jensen begann seine musikalische Laufbahn bei der Modern Soul Band, bei der er von 1983 bis 1986 mitwirkte. Im selben Jahr wechselte er zur „Angelika Weiz-Band“, welche er 1989 verließ. Anschließend legte er in den USA eine kreative Pause ein und trat u. a. in New Orleans als Straßenmusiker auf. Diese Inspiration und das Zusammentreffen mit den Bands The Meters und „The Subdudes“ beeinflussten ihn nachhaltig.
Zurück in Deutschland stieg Jensen 1990 bei der Band Pankow als Musiker, Songschreiber und Texter ein. 1996 wurde er durch den zurückkehrenden André Herzberg abgelöst. Im Anschluss arbeitete er als Studio-Slidegitarrist u. a. für Arnold Fritzsch.
Jensen komponierte Musik zum Theaterstück Frühlings Erwachen von Frank Wedekind und spielte die Rolle des „Vermummten Herrn“. Es folgten diverse Schauspiel-Engagements u. a. am Hans-Otto-Theater Potsdam, dem Theater Eisleben, dem Mecklenburgischen Staatstheater Schwerin und dem Berliner Theater an der Parkaue.
Ab 2003 tourte er mit der Pianistin und Sängerin Nicolette Richter.
Seit mehreren Jahren gibt Jensen Privatunterricht für Gitarre und Dobro.